# Bulletin de paie électronique en France
 (avril 2013).
En France, le bulletin de paie électronique' (BPE) ou version numérique du bulletin de salaire papier', est un document légal qui répond à la généralisation des processus de dématérialisation des documents dans les entreprises. 

## Historique de la législation
Si le bulletin de paie électronique se généralise, c'est que la législation permet le déploiement de nouvelles solutions.

### 12 mai 2009 - Loi n° 2009-526 - Naissance du bulletin de paie électronique
Le Code du Travail a été modifié par la LOI no 2009-526 du 12 mai 2009 - art. 26 :  simplification et de clarification du droit et d'allègement des procédures.
Article L3243-2 
Lors du paiement du salaire, l'employeur remet aux personnes mentionnées à l'article L. 3243-1 une pièce justificative dite bulletin de paie. Avec l’accord du salarié concerné, cette remise peut être effectuée sous forme électronique, dans des conditions de nature à garantir l’intégrité des données. Il ne peut exiger aucune formalité de signature ou d'émargement autre que celle établissant que la somme reçue correspond bien au montant net figurant sur ce bulletin
Article L3243-4 
L'employeur conserve un double des bulletins de paie des salariés ou les bulletins de paie remis à leurs salariés sous forme électronique pendant cinq ans.
Depuis le 13 mai 2009, les employeurs, après accord des salariés, peuvent remettre des bulletins de paie électroniques. Les données devront être archivées pendant au moins cinq ans et leur intégrité garantie. 
La loi dite de simplification et de clarification du droit et d'allègement des procédures, promulguée au Journal Officiel le 13 mai, autorise les employeurs à dématérialiser cette procédure. Des conditions à la dématérialisation des fiches de paie doivent toutefois être respectées. »
Ainsi l'employeur devra conserver ces documents sous forme électronique (ou un double papier) pendant une durée d'au moins cinq ans. L'accord préalable du salarié est en outre nécessaire. L'employeur devra ainsi, grâce à une solution pérenne, garantir la conservation des données, mais aussi assurer l'intégrité des informations. 

### 2016 - Projet de loi de la réforme du code du travail
Selon la loi El Khomri promulguée le 8 août 2016, jusqu’à la fin 2016, le bulletin de paie ne peut être remis au salarié sous forme électronique que si celui-ci a donné son accord. À partir du 1er janvier 2017, la logique sera inversée : l’employeur est autorisé à remettre aux salariés un bulletin de paie électronique, sauf opposition de sa part (art L 3243-2 modifié du code du travail). Pour ce faire l’employeur devra adopter les précautions suffisantes permettant de s’assurer que la remise du bulletin de paie s’effectue dans des conditions de nature à garantir l’intégrité des données, leur disponibilité pendant une durée qui reste à fixer par décret et leur confidentialité. Les bulletins seront accessibles sur la plate-forme de service en ligne du futur compte personnel d’activité (art L 3243-2 du code du travail renvoyant à l’article L 5151-6). 
Pour la remise et pour la conservation de ces documents, il sera exigé de :
- Pouvoir identifier (signature électronique) l’émetteur (l’entreprise) du bulletin de paye, afin d’éviter la fraude,
- Utiliser des formats lisibles et pérennes (PDF)
- Ne pas l’envoyer par e-mail en pièce jointe, afin d’éviter tout risque lié à la sécurité (interception, modification, falsification etc.),
- Tracer par un accusé de réception la bonne personne au bon moment.

## Le bulletin de paie électronique en Europe
La France est en retard dans la dématérialisation des bulletins de salaire comparé à d’autres pays européens. 

## Les bénéfices attendus
- L'entreprise peut réaliser jusqu'à 80 % d'économies sur les coûts d'édition des bulletins de paie (impression, mise sous pli, affranchissement, archivage)[3]
- L'environnement est préservé grâce à une baisse significative du nombre d'impressions